# Peter Rufai
Peter Rufai (Lagos, 24 augustus 1963 – aldaar, 3 juli 2025) was een Nigeriaans voetbaldoelman.
Rufai is in Nederland vooral bekend van zijn seizoen bij Go Ahead Eagles (hij keepte twaalf wedstrijden in 1993/94). In 1994 won hij met Nigeria de Afrika Cup. Hij speelde 70 interlands en nam deel aan de WK-eindronden van 1994 en 1998.
Op 24 juli 1993, tijdens een kwalificatiewedstrijd tegen Ethiopië scoorde hij als doelman via een strafschop zijn enige goal.
Rufai overleed op 3 juli 2025 op 61-jarige leeftijd.